# Robert Dunkley
Robert Anthony Dunkley (Nasáu, 13 de enero de 1949) es un regatista bahameño que compitió en los Juegos Olímpicos de Atlanta 1996 en la clase Laser. También se había clasificado para representar a su país en 1980 en la clase Finn, pero no pudo participar debido al boicot a los Juegos Olímpicos de 1980. Fue campeón nacional en las clases Snipe y Laser.
Como dirigente deportivo, ha sido directivo de la Federación de Vela de Bahamas, comodoro de la SCIRA y comodoro del Real Club de Vela de Nasáu.